# إسحاق كناب
إسحاق كناب (بالإنجليزية: Isaac Knapp) هو صحفي أمريكي دعا لإلغاء العبودية في الولايات المتحدة الأميركية، ولد في 11 يناير 1804 في نيوبوريبورت في الولايات المتحدة، وتوفي في 14 سبتمبر 1843.